# 神田ジュナ
神田 ジュナ（かんだ じゅな、2002年7月19日 - ）は、日本のアイドル。
女性アイドルグループ・虹のコンキスタドールの元メンバー。千葉県出身。元ディアステージ所属。

## 経歴
2019年7月31日、東京・WWW Xにて『DEARSTAGE新人ユニットお披露目LIVE』が開催され、そこで虹のファンタジスタのメンバーとしてお披露目された。 その中で神田はオーディションで特別賞を受賞し、虹コンの鶴見萌とTask have Funの熊澤風花がダブル主演を務める、映画「FIND」(2019年11月15日に公開)への出演が決まった。2020年『週刊ヤングジャンプ』24号にて、虹のファンタジスタを代表して「サキドルエースSURVIVAL SEASON10」に出場した
2021年3月1日、グループとしての活動が困難となったことから虹のファンタジスタのメンバー全員の卒業が決まり、グループを卒業した。
2021年5月1日、＃DSPMSTARSに三期生としての加入が発表された。
2021年8月1日、東京、Zepp DiverCityで行われた虹のコンキスタドール『RAINBOW JAM2021-SUMMER SHOWER-』にて同グループへの加入がサプライズ発表された。虹コンオーディションで合格した石原愛梨沙と共に加入。担当カラーは橙色。
2024年8月17日、NHK大阪ホールでの10周年記念ライブにて卒業。同月末、所属事務所を退社。

## 人物
- 「なんだかんだジュナが好き？？」と本人が問いかけ、ファンが「好き〜！！」と返すのがライブなどでの自己紹介となっている。
- 四人家族であり、うさぎとかめを飼っている[9]。
- 飼っているうさぎの名前は「なごみ」、かめの名前は「わかめ」。
- 好きな食べ物はマカロンとカレーライス[10]。
- 趣味は刑事ドラマやアニメを鑑賞すること[11][12]。
- 4歳の頃からクラシックバレエを習っている[13]。
- 元乃木坂46の生田絵梨花、乃木坂46の久保史緒里を応援しており、度々コンサートに足を運んでいる[14]。
- 千葉県出身(柏の葉高校出身の説あり)ということもありHMVららぽーと柏の葉店が激推し店舗となっている[15]。

## 作品
虹のコンキスタドールの作品については「虹のコンキスタドール」を参照
BOMB(ボム) 2022年 08月号 掲載 （2022年07月08日発売）